# Горх Фок II
«Горх Фок II» (нем. Gorch Fock II) — трёхмачтовый барк, построенный в учебных целях по заказу флота ФРГ после того, как его прототип — «Горх Фок I» и другие парусные суда германского флота — были после Второй мировой войны по репарации переданы СССР и другим державам-победительницам, и в распоряжении флота ФРГ не осталось крупных парусников.
Спущен на воду 23 августа 1958 года. Длина корабля 89,4 метра, ширина 12 метров, осадка 5,25 метра. Имеет грузовместимость 2006 тонн. При его строительстве был учтён опыт эксплуатации предыдущих однотипных судов. У него сварной корпус с острыми обводами и небольшим коэффициентом полноты. Судно специально проектировали в качестве учебного. Оно также приспособлено для гонок. Барк «Горх Фок» успешно выступал на регатах и регулярно завоёвывал призовые места.
На этом корабле проходят практику будущие моряки ВМФ Германии — как мужчины, так и женщины. Служба на корабле «Gorch Fock» считается очень престижной и даёт будущим офицерам неоценимый опыт.